# ساموئل صافاریان (معمار)
ساموئل آراکلی صافاریان (ارمنی: Սամվել Առաքելի Սաֆարյան؛ زاده ۹ ژوئن ۱۹۰۲ - درگذشته ۹ ژانویهٔ ۱۹۶۹) معمار و هیئت علمی اهل ارمنستان بود. وی بین سال‌های - تا - میلادی فعالیت می‌کرد.

## زندگی‌نامه
وی در ۲۲ ژوئن [سبک قدیمی: ۹ ژوئن] ۱۹۰۲ در شوشی به دنیا آمد لیا صافاریان دختر وی بود. وی از دانشگاه دولتی ایروان فارغ‌التحصیل گشت.  وی همچنین برنده جوایزی همچون نشان برجسته افتخار، نشان ستاره سرخ، جایزه دولتی اتحاد شوروی، مدال دفاع از قفقاز، معمار شایسته ارمنستان شوروی ()، جایزه دولتی ارمنستان شوروی () و چهره هنری شایسته ارمنستان شوروی () شد. وی در ۹ ژانویهٔ ۱۹۶۹ در سن ۶۶ سالگی در ایروان درگذشت.

## نگارخانه

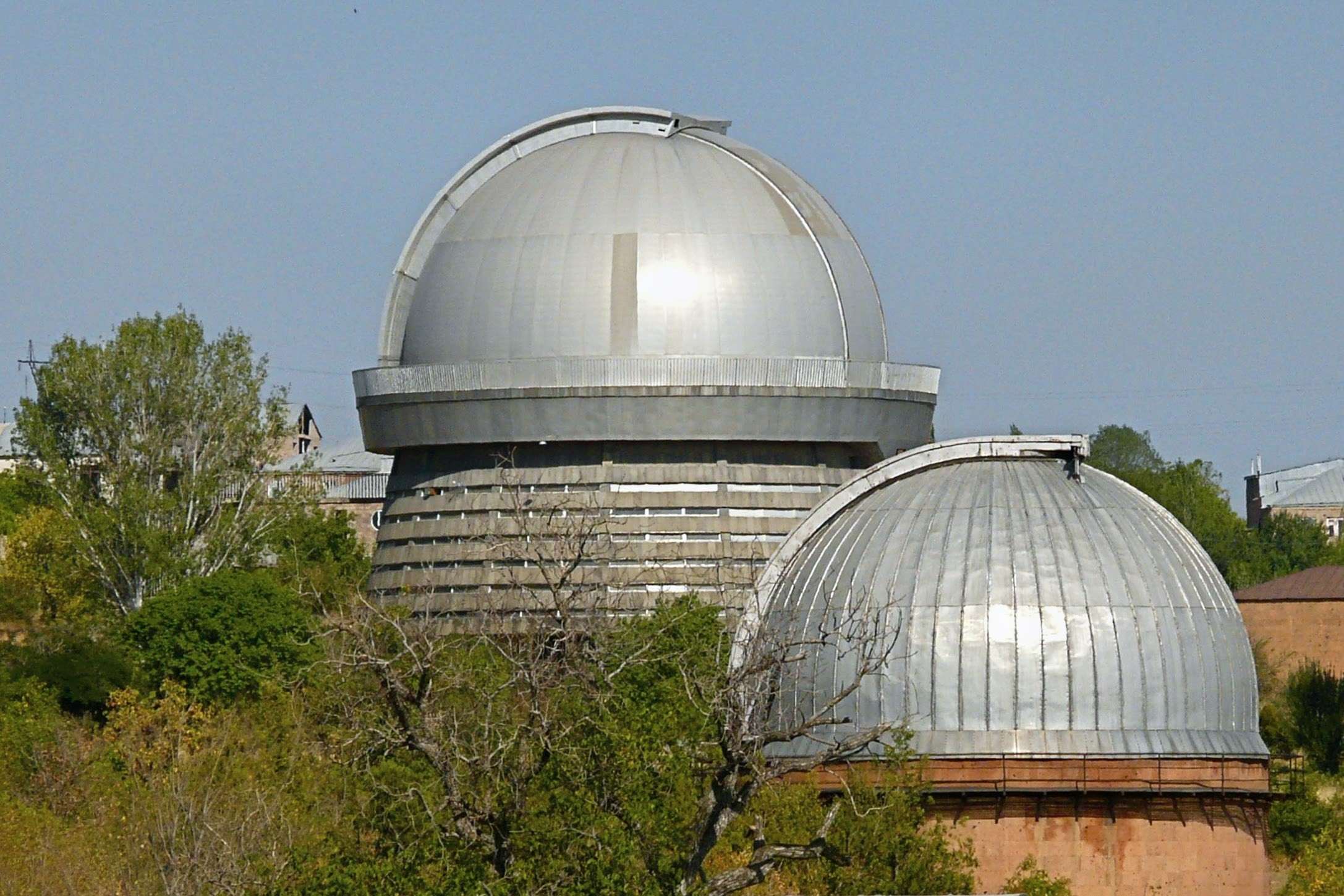
رصدخانه اخترفیزیک بیوراکان
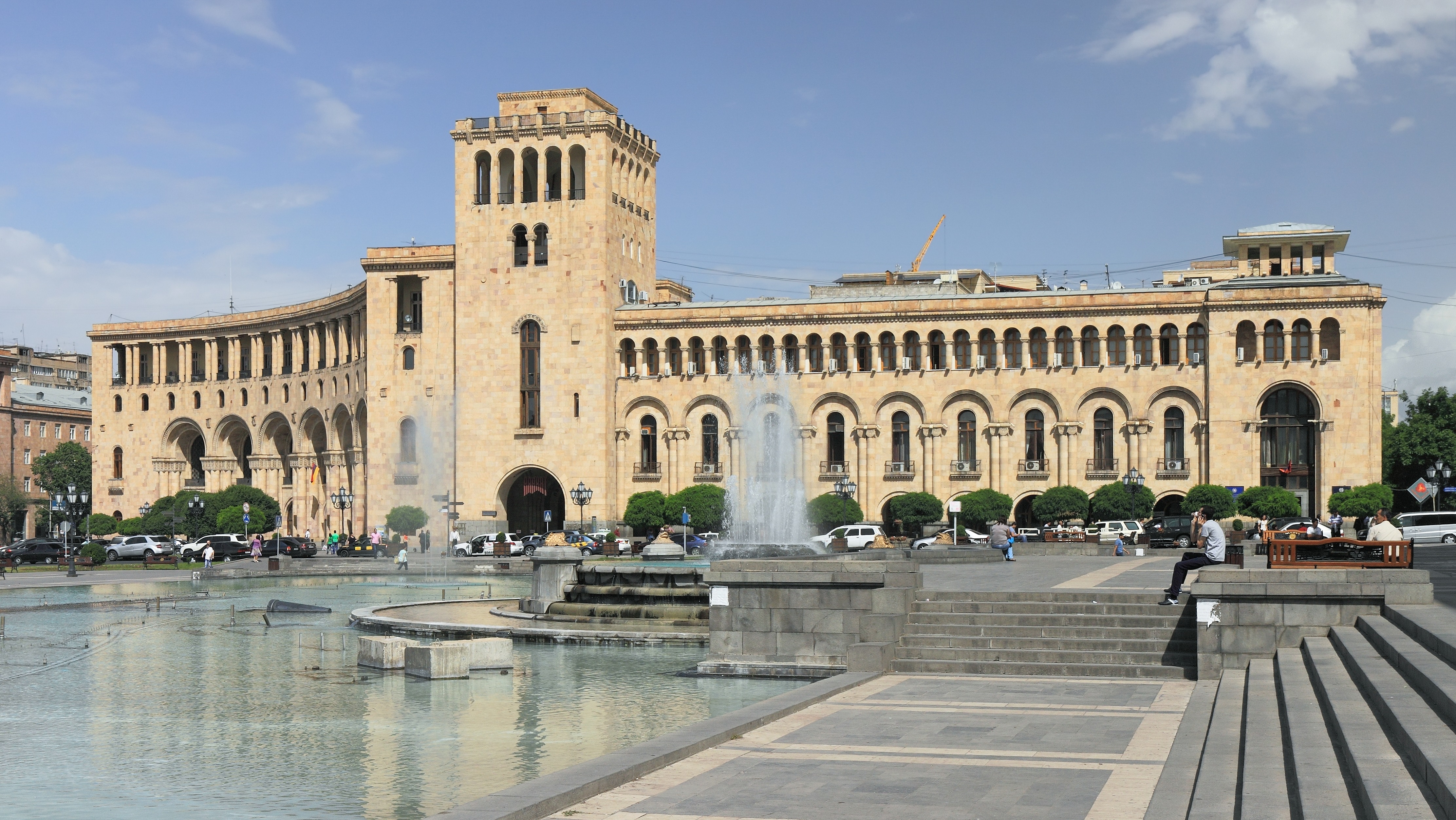
ساختمان 2 دولت ارمنستان
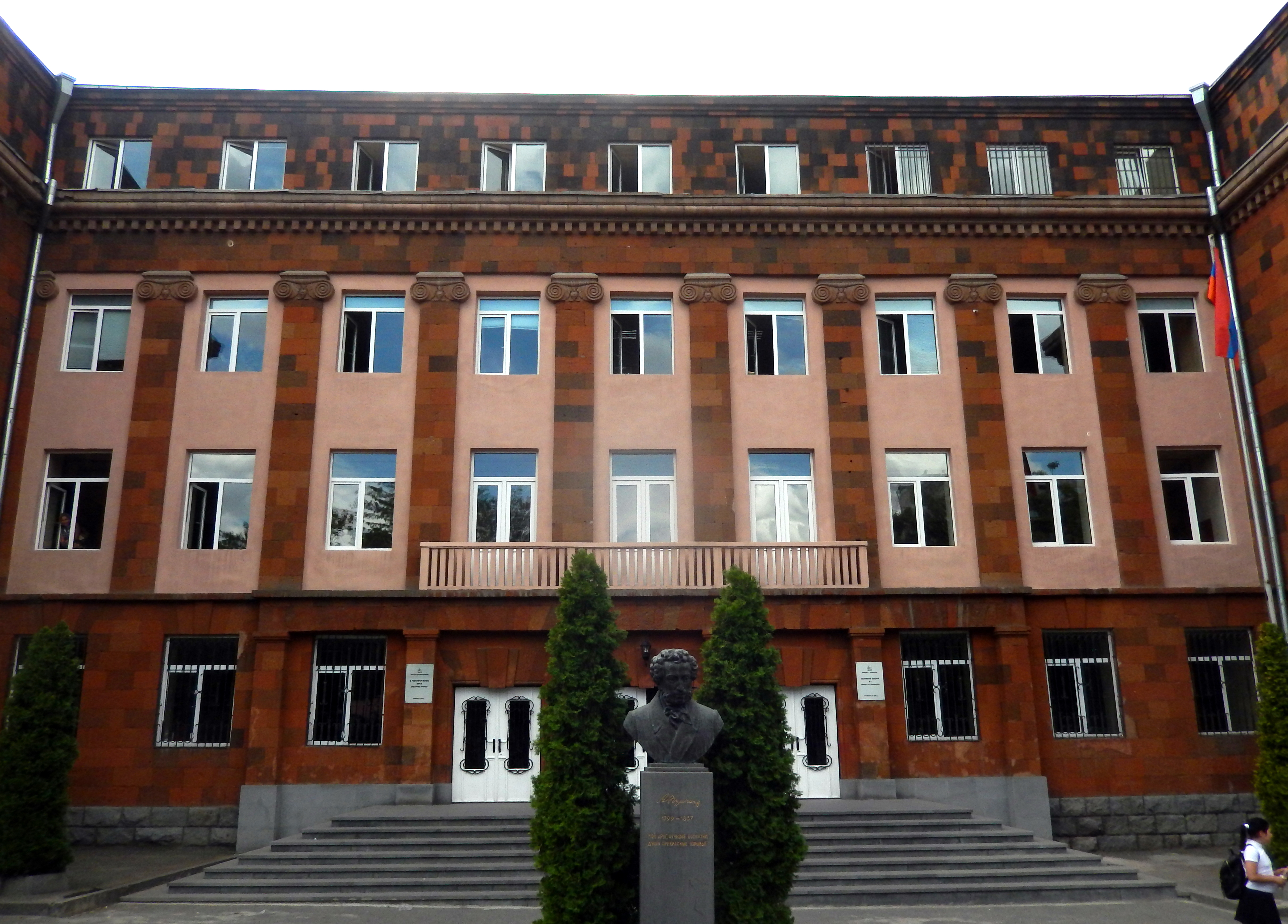
مدرسه شماره 8 آلکساندر پوشکین
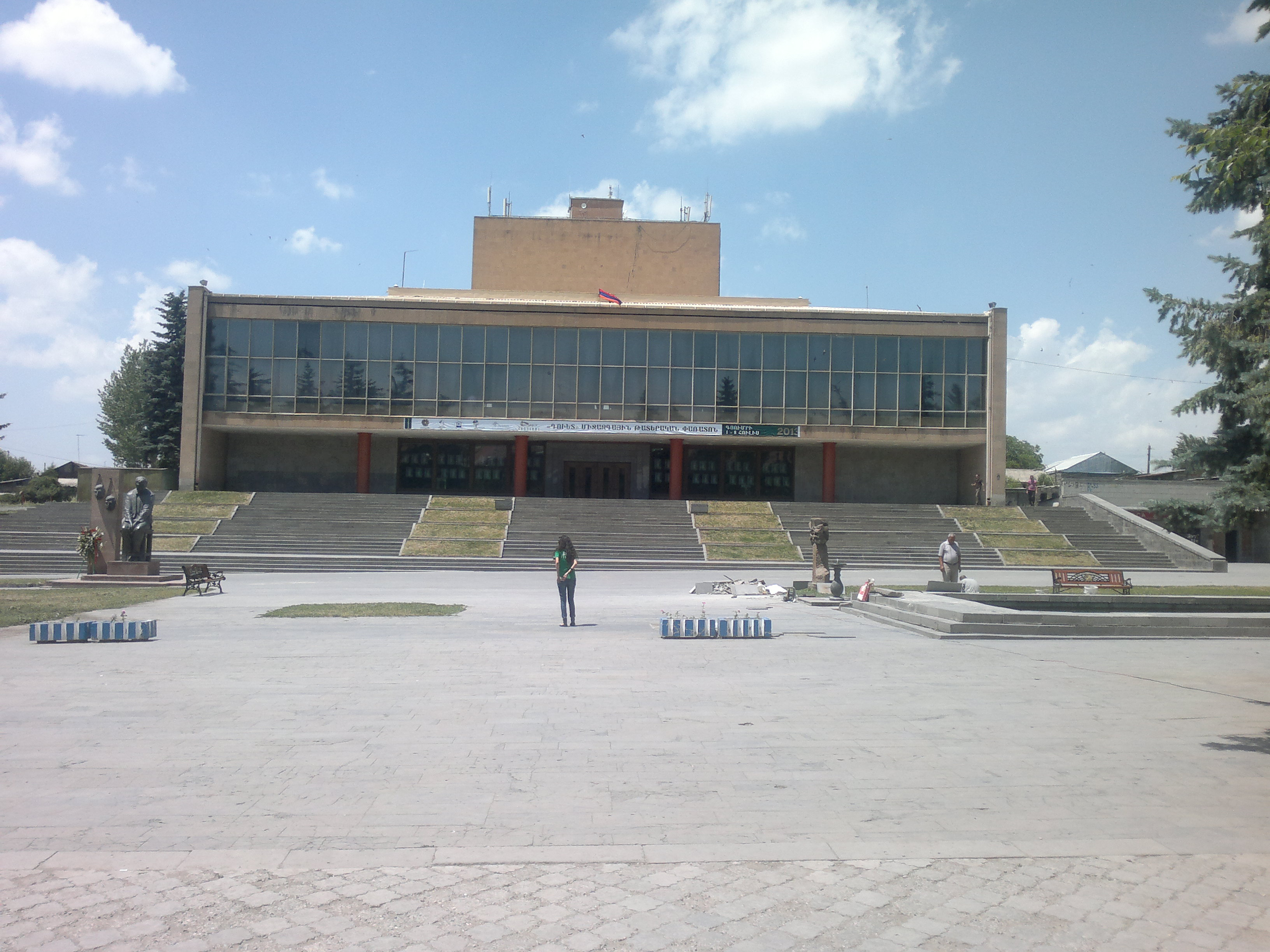
تئاتر دراماتیک دولتی وارطان آجمیان گیومری
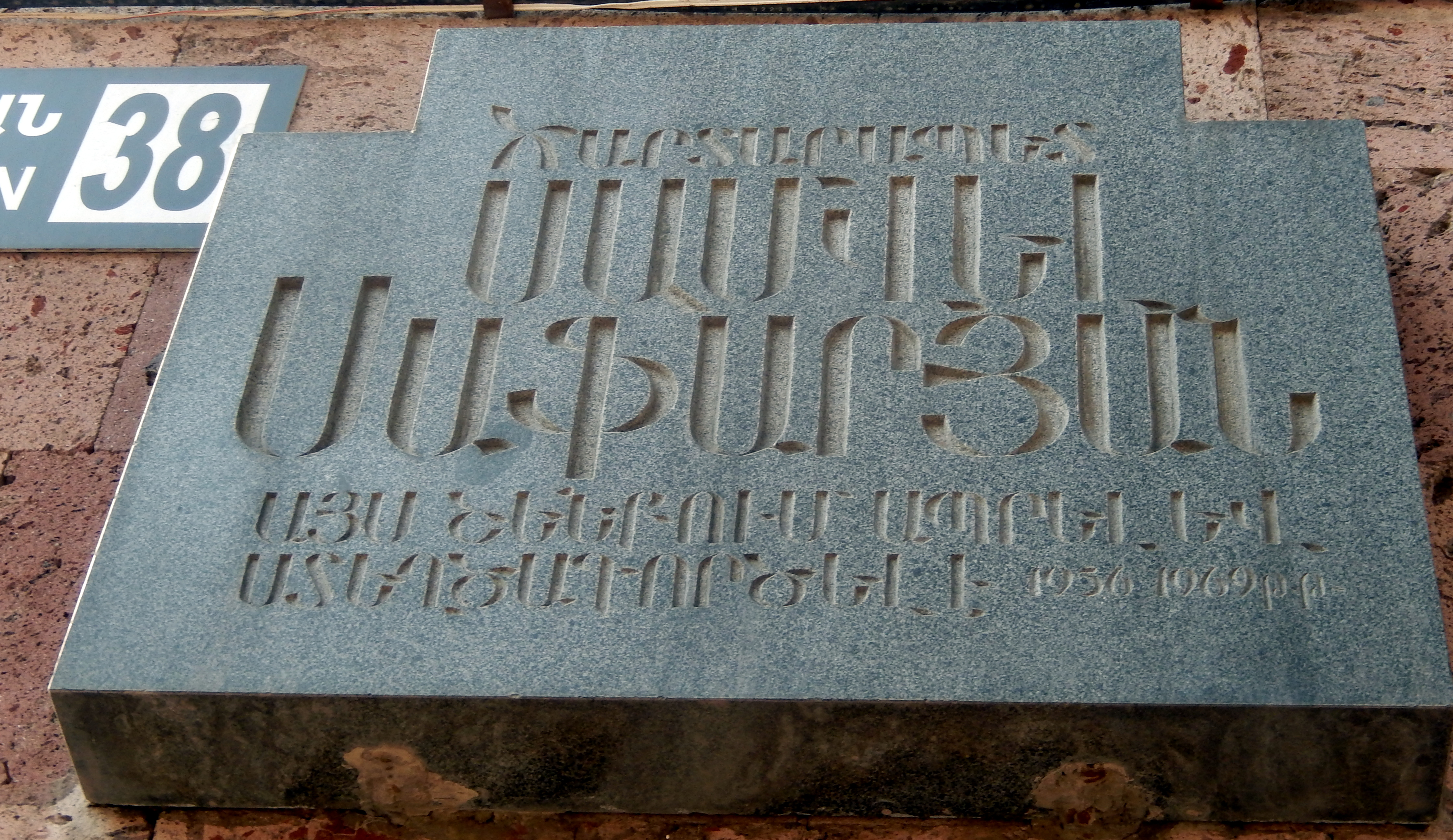
پلاک یادبود ساموئل صافاریان
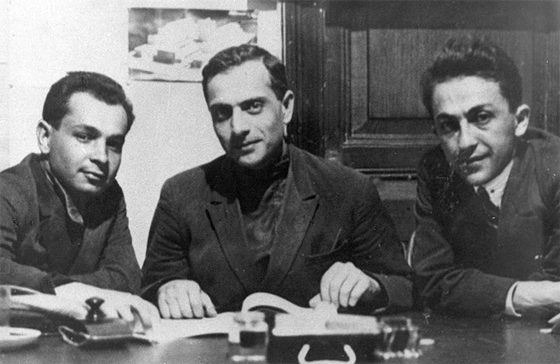